# Єсенін (телесеріал)
«Єсенін» (рос. «Есенин») — російський багатосерійний художній телефільм 2005 року, викладає конспірологічну версію смерті російського поета Сергія Єсеніна. Фільм знятий режисером Ігорем Зайцевим за мотивами твору Віталія Безрукова «Сергій Єсенін», головну роль зіграв його син Сергій Безруков.

## Сюжет
У серіалі дві сюжетні лінії. Одна розгортається у 80-ті роки XX століття. Слідчий МУР підполковник Олександр Хлистов (прототип — Едуард Хлисталов) отримує поштою посмертну фотографію Сергія Олександровича Єсеніна. Справу він повинен вести за законом — оформити та зареєструвати послання. Однак підполковник вирішує зробити інакше — почати своє власне розслідування. Хлистов знаходить матеріали, пов'язані з життям Єсеніна, а також розшукує безпосередніх свідків, які особисто знали поета. Чим далі заходить слідчий, тим більше знаходить доказів на користь теорії вбивства за змовою Радянського Уряду. Хлистов навіть намагається зробити ексгумацію, однак виявляється, що це неможливо: для зміцнення пам'ятника Єсеніну на його могилі фундамент був забетонований. І ось, коли залишається зовсім трохи, щоб довести вбивство Єсеніна, несподівано гине головний свідок. У цей же день гине і сам Хлистов в автокатастрофі. Слідство залишається незакінченим.
Друга сюжетна лінія розповідає про життя Єсеніна від моменту його служби в армії та до смерті. У фільмі показані основні й найбільш яскраві моменти життя поета: служба, приїзд в Петроград, становлення як поета, спілкування з вищими особами Росії, подорожі по країні та світу, життя з Айседорою Дункан. Особливо акцентується на останніх роках діяльності поета. У подробицях показаний останній день життя Єсеніна. У фрагменті похорону поета розповідається про подальшу долю тих, з ким безпосередньо був пов'язаний Сергій Олександрович.

## У ролях
- Сергій Безруков — Сергій Єсенін
- Олександр Михайлов — підполковник Олександр Євгенович Хлистов (прототип — Хлисталов Едуард Олександрович)
- Олег Табаков — генерал Олексій Михайлович Сімагин
- Дмитро Щербина — Анатолій Марієнгоф
- Олександр Робак — Іван Приблудний
- Павло Дерев'янко — Олексій Ганін
- Шон Янґ — Айседора Дункан
- Гері Б'юзі — Зінгер, колишній чоловік Дункан
- Христина Попандопуло — Лола Кінель, перекладачка
- Юлія Пересільд — Катерина Єсеніна
- Денис Нікіфоров — Сандро Кусиков
- Максим Лагашкін — Олексій Кручоних
- Ксенія Раппопорт — Галина Беніславська
- Марина Зудіна — Зінаїда Райх
- Олексій Шевченков — Олександр Тарасов-Родіонов
- Євген Коряковський — Борис Пастернак
- Андрій Руденський — Олександр Блок
- Анна Снаткіна — Велика княжна Тетяна
- Олексій Гришин — Осип Мандельштам
- Ірина Безрукова — Лідія Кашина
- Авангард Леонтьєв — Анатолій Луначарський
- Юрій Куценко — Яків Блюмкін
- Костянтин Хабенський — Лев Троцький
- Олександр Мезенцев — Фелікс Дзержинський
- Олександр Мохов — Михайло Фрунзе
- Андрій Краско —  Йосип Сталін
- Олег Комаров — Григорій Зінов'єв
- Роман Мадянов — Сергій Кіров
- Марія Голубкіна — Софія Толста
- Тетяна Лютаєва — Ольга Дітеріхс-Толста
- Катерина Гусєва — Августа Миклашевська
- Катерина Унтілова — імператриця Олександра Федорівна
- Євген Дятлов — Володимир Маяковський
- Петро Меркур'єв — Всеволод Меєргольд
- Олег Лопухов — Василь Насєдкін
- Володимир Горянський — Микола Клюєв
- Данило Співаковський — А. Ветлугін
- Андрій Леонов — Олександр Сахаров
- Ольга Красько — Олена, працівниця архіву
- Микола Олялін — Самохін, колишній співробітник ГПУ
- Юрій Шерстньов — Михалич, патологоанатом
- Валентина Теличкіна — мати Єсеніна
- Віталій Безруков — Олександр Микитович, батько Єсеніна
- Ірина Апексімова — Анна Берзінь
- Олександр Тютін — Сімагин
- Сергій Перелигін — Альошин
- Сергій Астахов — Шнейдер
- Олексій Маклаков — Чагін
- Микита Тарасов — Сергій Городецький
- Сергій Куришев — Распутін
- Олег Мазуров — Якулов (немає в титрах)
- Михайло Крилов — Вольф Ерліх
- Денис Зуєв — офіцер ГПУ, писар
- Валерія Ланська — велика княжна Анастасія Миколаївна

## Знімання
Роль Всеволода Меєргольда зіграв його онук — Петро Меркур'єв. Валентина Телічкина в серіалі грає матір головного героя, якого грає Сергій Безруков. Та ж ситуація склалася до цього в серіалі «Бригада». Батько Безрукова, Віталій, виконує роль батька Єсеніна; крім того, він же — сценарист цього фільму. Також Віталій Безруков виконав роль Сергія Єсеніна у фільмі «Анна Снегіна» в 1969 році.

## Критика
Телесеріал викликав цілу хвилю критики. На адресу творців телесеріалу та керівників Першого каналу були висловлені звинувачення в антирадянщині, а також спотворенні історичних фактів.